# Rhytidium rugosum
Rhytidium rugosum ist eine Laubmoos-Art. Sie ist die einzige Art der Gattung Rhytidium sowie der Familie Rhytidiaceae. Deutschsprachige Namen sind Runzelmoos, Hasenpfotenmoos oder Hasenpfötchen. Der Gattungsname Rhytidium leitet sich aus dem Griechischen rhytides (Runzeln, Falten) ab und bezieht sich auf die wellig-runzeligen Blätter.

## Merkmale
Rhytidium rugosum bildet sehr kräftige, lockere, nicht glänzende und gelbgrüne bis goldfarbene, in schattigen Lagen auch grüne Rasen. Die robusten, niederliegenden oder aufsteigenden Pflanzen werden bis über 10 Zentimeter lang und sind unregelmäßig verzweigt bis regelmäßig gefiedert. Kennzeichnend sind die bis 1,5 Zentimeter langen, dick geschwollen und meist einseitswendig beblätterten und an den Enden bogig herabgekrümmten Äste, die an das Aussehen von Hasenpfoten erinnern.
Die Blätter sind dicht gedrängt und dachziegelig angeordnet, einseitswendig und sichelförmig herabgebogen. Sie sind aus eiförmigem Grund in eine lange gesägte Spitze ausgezogen, querwellig-runzelig und an den Rändern im unteren Bereich schmal umgerollt. Die einfache und dünne Blattrippe reicht bis zur Blattmitte oder etwas darüber. Astblätter sind kleiner als die Stämmchenblätter. Pseudoparaphyllien sind in der Nähe der Astanlagen vorhanden, sie sind ungeteilt. 
Blattzellen sind an der Blattbasis länglich-rechteckig, stark verdickt und getüpfelt, in der Blattmitte elliptisch bis linealisch-wurmförmig, 4 bis 8 µm breit, 4- bis 10-mal so lang und mäßig dickwandig. Das obere Zellende tritt oft als dicke Papille aus. Die Blattflügel enthalten eine dreieckige, sich an den Rändern hinaufziehende Gruppe aus zahlreichen quadratischen bis rautenförmigen, stark verdickten und getüpfelten Zellen.
Die Art ist diözisch, fruchtet jedoch nur äußerst selten. Die rötlich-braune Seta wird bis 5 Zentimeter lang, die Kapsel ist hochrückig-zylindrisch, geneigt bis fast waagrecht und glatt, mit doppeltem Peristom und schief geschnäbeltem Deckel.

## Standortansprüche
Das Moos wächst an kalk- und basenreichen, sonnigen, trockenen und sommerwarmen Standorten wie Halbtrocken- und Trockenrasen, lichten thermophilen Wäldern und deren Säume; ebenso an anthropogenen Standorten wie Bahndämme, Mauern, Böschungen und steinige Orte. Bevorzugt werden südexponierte Lagen. Häufige Begleitmoose sind Abietinella abietina, Homalothecium lutescens oder Entodon concinnus.

## Verbreitung
Vorkommen dieser Art befinden sich in Europa mit Island, Asien, Afrika, Grönland, Nord- und Mittelamerika. In Deutschland fehlt es in der norddeutschen Tiefebene, in Mittel- und Süddeutschland ist es verbreitet. In den Alpen steigt es bis in hohe Lagen um 3000 Meter.